# Ginzia
Ginzia is een geslacht van vlinders van de familie Lycaenidae.

## Soorten
- G. albilinea (Riley, 1939)
- G. circe (Leech, 1893)
- G. frivaldsky (Lederer, 1855)
- G. haradai (Igarashi, 1973)
- G. kansuensis (Johnson)
- G. nicevillei (Leech, 1893)
- G. pluto (Leech, 1893)